# Manehalo (Ort)
Manehalo (Manehalu, Manahalu) ist ein osttimoresischer Ort im Suco Madabeno (Verwaltungsamt Laulara, Gemeinde Aileu).

## Geographie und Einrichtungen
Das Dorf Manehalo liegt im Zentrum der Aldeia Manehalo auf einer Meereshöhe von 1224 m. Durch den Ort führt die Überlandstraße von Aileu und Maubisse im Süden und der Landeshauptstadt Dili im Norden. Etwa einen Kilometer weiter östlich befindet sich der Ort Turiscai, anderthalb Kilometer westlich das Dorf Matapati. Kurz nach dem westlichen Ortsrand von Manehalo zweigt eine kleine Straße nach Norden ab. Sie führt nach Lisimu, Madabeno und Malaeurhei.
In Manehalo stehen die Kapelle San Miguel und die Zentrale Grundschule (EBC) Bessilau.